# Flinders Council
Flinders Council is een Local Government Area (LGA) in Australië in de staat Tasmanië. Flinders Council telt 877 inwoners. De hoofdplaats is Whitemark.